# 숙의 김씨 (헌종)
숙의 화락당 김씨(淑儀 和樂堂 金氏, 1814년 1월 ~ 1895년 11월 12일)는 조선의 제24대 왕 헌종의 후궁이다. 본관은 김해(金海)이다.

## 일생
1814년(순조 14년)에 김학성(金鶴聲)의 딸로 태어났다. 입궁한 시기나 후궁 첩지를 받은 시기는 미상이다. 1848년(헌종 14년) 음력 10월 8일 옹주를 출산하였으나, 옹주는 태어난 당일 죽었다. 이 때 낳은 아이가 헌종에게는 유일한 자식이었다. 1895년(고종 32년) 11월 12일에 향년 82세로 사망하였다. 대한제국 때인 1906년(고종 43년) 5월 25일 종2품 숙의에 추봉되었다.
현재 묘소는 경기도 고양시 서삼릉의 후궁묘의 숙의 묘역에 있으며 표석에는 숙의김해김씨지묘(淑儀金海金氏之墓)라고 되어있다. 1970년 5월 26일 서삼릉이 대한민국의 사적 제200호로 지정될 때 함께 포함되어 지정되었다.

## 가계
- 남편 : 제24대 헌종성황제(憲宗成皇帝, 1827~1849, 재위:1834~1849) - 대한제국 추존황제
  - 딸 : 옹주(1848~1848)